# Anthony Quinn
Antonio Rudolfo Oaxaca Quinn, kendt som Anthony Quinn, (født 21. april 1915, død 3. juni 2001) var en mexicansk-amerikansk filmskuespiller. Han medvirkede i blandt andet Viva Zapata (1952, Oscar), La Strada (1954), filmen om Van Gogh (1956, Oscar), Navarones kanoner (1961), Zorba - Grækeren (1964) og Ørkenkrigens helte (1980).
Anthony Quinn fik efter indspilningen af Navarones Kanoner og Zorba – Grækeren, som tak fra Grækenland, lov til at købe et sted på Rhodos hvor han kunne bosætte sig.
Det blev der ikke noget ud af, selvom udlændinge dengang ikke kunne købe græsk jord.